# Равноугольная коническая проекция Ламберта

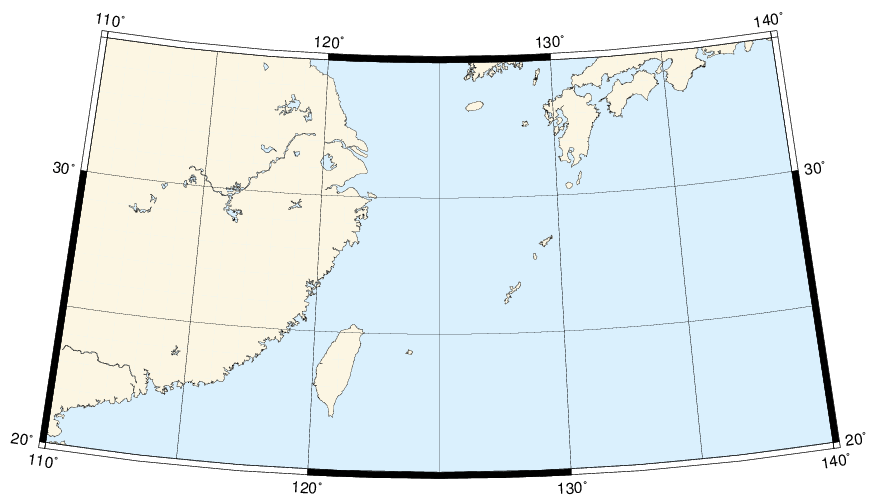
Пример карты в равноугольной конической проекции Ламберта

Равноугольная коническая проекция Ламберта — картографическая проекция, разработанная Иоганном Генрихом Ламбертом, швейцарским математиком, физиком, философом и астрономом 18 века. Является одной из лучших проекций для средних широт. Сходна с равновеликой конической проекцией Альберса, однако обеспечивает более точную передачу формы объектов при менее точном сохранении площадей.
Параметрами проекции являются две стандартные параллели. Поверхность эллипсоида проецируется на конус, который пересекает эллипсоид в двух стандартных параллелях. Все линии координатной сетки пересекаются под углом 90°. Форма объектов небольшого размера сохраняется. Масштаб и площадь протяжённых объектов сохраняется на стандартных параллелях, между стандартными параллелями площадь и масштаб меньше реальных, за пределами стандартных параллелей — больше. Локальные углы сохраняются по всей площади карты.

## История
Равноугольная коническая проекция Ламберта является одной из нескольких картографических проекций, разработанных швейцарским учёным 18 века Иоганном Генрихом Ламбертом.

## Применение
В США эта проекция заменила поликоническую проекцию и использовалась Геологической службой США для создания многих карт после 1957 года.
В Системе координат штатов США принятой в 1983 году Национальной геодезической службой США проекция Ламберта применяется для картографирования штатов, вытянутых с востока на запад.
Проекция со стандартными параллелями 33° и 45° с.ш. используется для картографирования континентальной части территории США, с параллелями 37° и 65° с.ш. — для всей территории США.
Проекция также широко применяется в аэронавигационных картах, поскольку прямая линия на карте с достаточной точностью совпадает с дугой большого круга.
Европейское агентство по окружающей среде рекомендует использовать эту проекцию для панъевропейского картографирования с масштабом 1:500 000 и менее.

## Преобразования
Преобразования из сферической координатной системы в декартову систему координат проекции Ламберта осуществляется по следующим формулам:
{\displaystyle x=\rho \sin[n(\lambda -\lambda _{0})];}
{\displaystyle y=\rho _{0}-\rho \cos[n(\lambda -\lambda _{0})],}
где
{\displaystyle \phi _{0},\lambda _{0}} — широта и долгота точки, которая служит началом координат в декартовой системе проекции;
{\displaystyle \phi ,\lambda } — широта и долгота точки на поверхности Земли;
{\displaystyle x,y} — декартовы координаты той же точки на проекции;
{\displaystyle \phi _{1},\phi _{2}} — стандартные параллели;
{\displaystyle n={\frac {\ln(\cos \phi _{1}\sec \phi _{2})}{\ln[\mathrm {tg} \,({\frac {1}{4}}\pi +{\frac {1}{2}}\phi _{2})\mathrm {ctg} \,({\frac {1}{4}}\pi +{\frac {1}{2}}\phi _{1})]}};}
{\displaystyle \rho =F\mathrm {ctg} \,^{n}({\frac {1}{4}}\pi +{\frac {1}{2}}\phi );}
{\displaystyle \rho _{0}=F\mathrm {ctg} \,^{n}({\frac {1}{4}}\pi +{\frac {1}{2}}\phi _{0});}
{\displaystyle F={\frac {\cos \phi _{1}\mathrm {tg} \,^{n}({\frac {1}{4}}\pi +{\frac {1}{2}}\phi _{1})}{n}}.}

## Примечание
1. ↑  CMAPF FAQ. NOAA. Дата обращения: 9 января 2012. Архивировано из оригинала 8 сентября 2012 года.
2. 1 2 3  ArcGIS 9. Картографические проекции. Дата обращения: 9 января 2012. Архивировано 17 мая 2018 года.
3. ↑  Short Proceedings of the 1st European Workshop on Reference Grids, Ispra, 27-29 October 2003 6. European Environment Agency (14 июня 2004). Дата обращения: 27 августа 2009. Архивировано 8 сентября 2012 года.
4. ↑  Weisstein, Eric. Lambert Conformal Conic Projection. Wolfram MathWorld. Wolfram Research. Дата обращения: 7 февраля 2009. Архивировано 26 января 2009 года.